# Adrapsa ambrensis
Adrapsa ambrensis är en fjärilsart som beskrevs av Pierre E.L. Viette 1965. Adrapsa ambrensis ingår i släktet Adrapsa och familjen nattflyn. Inga underarter finns listade i Catalogue of Life.